# Curtis Fowlkes

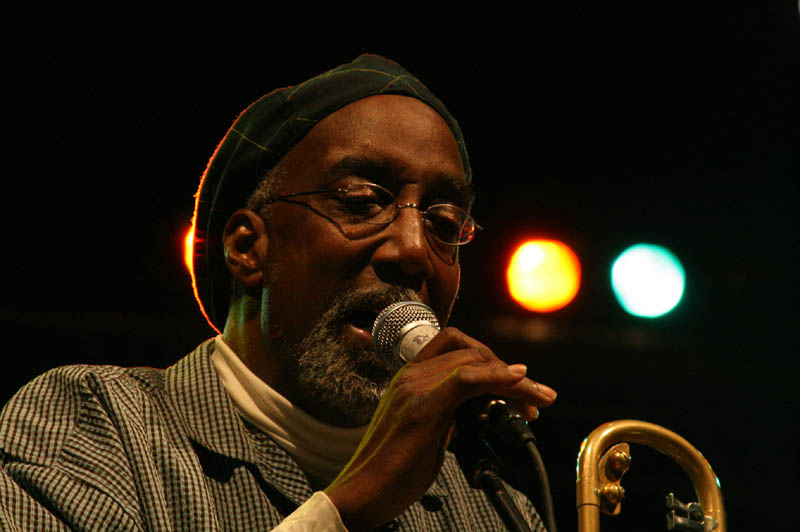
Curtis Fowlkes (2007; Foto: Bogdan Dimitriu)

Curtis Fowlkes (* 19. März 1950 in New York City; † 31. August 2023 ebenda) war ein US-amerikanischer Jazzmusiker (Posaune, Gesang, Komposition). Er war Mitbegründer der Jazz Passengers.

## Leben
Fowlkes lernte schon früh Posaune zu spielen. In seiner Zeit auf der Highschool spielte er in Bands verschiedener Genres. Nach dem Studium am Manhattan Community College wurde er 1977 nach einem Angebot von Ernie Wilkins Profi-Musiker. Er traf bei Auftritten der Big Apple Circus Band erstmals den Saxophonisten Roy Nathanson, mit dem er seitdem regelmäßig zusammenarbeitete. Beide gehörten zwischen 1984 und 1989 zu John Luries Band The Lounge Lizards. 1987 gründeten sie mit anderen Musikern der Downtown-Szene die Jazz Passengers. Daneben arbeitete Fowlkes mit Thomas Chapin, Art Blakey, Gunter Hampel, Henry Threadgill (Spirit of Nuff...Nuff, 1991), Bill Frisell, Marc Ribot oder Charlie Hunter. Weiterhin war er mehrfach mit Charlie Haden und dessen Liberation Music Orchestra sowie mit Bill Frisell auf Tournee. Auch gehörte er dem von Louie Bellson wiederbelebten Duke Ellington Orchestra an. 2001 ging er mit seiner Gruppe Catfish Corner auf Tournee und ins Plattenstudio (CD „Reflect“). Er spielte auch mit John Zorn, mit Andy Summers und mit Sheryl Crow. 2013 begleitete er Glen Hansard in Deutschland. Zu hören ist er u. a. auf Steven Bernsteins Alben Tinctures in Time (Community Music, Vol. 1) (2021), Good Time Music (Community Music, Vol. 2) (2022) sowie auf John Luries Soundtrackalbum Painting with John (2024).
Curtis Fowlkes verstarb im Alter von 73 Jahren im Krankenhaus an einer Herzinsuffizienz, an der er schon länger gelitten hatte.

## Lexigraphische Einträge
- Martin Kunzler: Jazz-Lexikon. Band 1: A–L (= rororo-Sachbuch. Bd. 16512). 2. Auflage. Rowohlt, Reinbek bei Hamburg 2004, ISBN 3-499-16512-0.